# 絶対に笑ってはいけない病院24時
『絶対に笑ってはいけない病院24時』（ぜったいにわらってはいけないびょういんにじゅうよじ）は、2007年12月31日（月曜）21:00（午後9時） - 2008年1月1日（火曜）0:20（午前0時20分、JST）にかけてテレビ番組『ダウンタウンのガキの使いやあらへんで!! 大晦日年越しSP』として放送された企画である。日本テレビ系列（NNS加盟29局）同時ネット。1月6日のレギュラー放送で未公開シーンが放送された。オープニングはEdenBridgeの「Cheyenne Spirit」が使用された。

## 概要
| 病院24時のメンバー （セリフテロップの色） | 第一印象             | お仕置き（ケツバット）を受けた回数 |
| ----------------------------------------- | -------------------- | ---------------------------------- |
| 松本（赤■）                               | 脚線美No. 1 松本     | 258回（キス1回、タイキック3回）    |
| 浜田（青■）                               | 浜田だけミニスカート | 171回（キス、鼻トング1回）         |
| 山崎（緑■）                               | 可愛いナース姿 山崎  | 95回（キス、ビンタ1回）            |
| 遠藤（橙■）                               | ナース姿も男前 遠藤  | 155回（キス、落とし穴1回）         |
| 田中（紫■）                               | 平凡ナース 田中      | 158回（キス1回）                   |
| 藤原（黒■）                               | ナース長             | -                                  |

- 数字は罰を受けた回数、このうち一番多い人物を赤字、少ない人物を青字で示す。
- 「笑ってはいけないシリーズ」の通算5作目。参加型対決企画終了により、この回よりガキの使いメンバー5人（ダウンタウン(松本人志、浜田雅功)・山崎邦正(現:月亭方正)・ココリコ(遠藤章造、田中直樹)）全員で挑戦。
- この回より番組上の表記は「勤務」（という扱い）になっており、セリフテロップに関してはモリサワの「G2サンセリフ」が用いられるようになった。
- この回より地上デジタル放送のVTR内において表示されるサイドパネルがその年のテーマと24時間の英語表記に変更された。
- 視聴率は12.4%を記録した（ビデオリサーチ調べ、関東地区・世帯・リアルタイム）。
- DVDは2008年11月26日に第12巻、Blu-rayは2015年5月13日に第7巻として2枚を一纏めにし、画質がアップコンバートされて発売された。

### 舞台
- 「ガースー附属黒光り記念病院（ガースーふぞくくろびかりきねんびょういん）」として山梨県北杜市内にある日本航空学園北杜キャンパスでロケが行われた。
- 「ガースー附属黒光り記念病院・女子寮」文化創造館北稜館

本作から「絶対に笑ってはいけない科学博士24時」まで、舞台となる施設名には「ガースー黒光り」の文字が必ず入る。

### ルール
5人全員がナースの扮装に着替え、門を通過した所からスタート。笑ってしまった時は、罰として全身黒のナース達（「ブラックナース」と表記されていた）に黒い棒によってケツをシバかれる。判定方法はきき企画の不正解のBGMが流れ、「○○、アウト！」（全員の場合は「全員、アウト！」）と放送され罰が執行される。
アウトのテロップはOUTの透明文字（タイキック時はKICK）と大きめの赤文字（G2サンセリフ）が用いられた。

### 勤務の流れ
- 09:00 - 勤務開始 ⇨ 緊急患者搬入 ⇨ 院長室 ⇨ 新人ナース研修室
- 10:30 - 報告会、ラジオ体操
- 11:30 - 受付業務
- 12:00 - 担当患者と対面
- 12:30 - 院長令嬢に挨拶
- 13:00 - 昼食 ⇨ 散歩
- 14:00 - メンタルケアイベント
- 16:30 - 受付業務
- 17:00 - 内科診察見学
- 17:30 - 胃カメラ診察見学 ⇨ MRI検査体験
- 18:00 - 山崎が一時退室 ⇨ 産婦人科見学
- 19:00 - カリスマ執刀医の手術見学
- 19:30 - 内科検診見学
- 18:30 - 受付業務
- 21:00 - 夕食 ⇨ 教材ビデオ「動物病院の天才獣医診察」 ⇨ 山﨑が合流
- 22:00 - 麻酔医の診察見学
- 22:30 - ナースコール ⇨ 山﨑が再び退室
- 23:00 - ナースコール ⇨ 遠藤・田中のみ再びMRI検査体験 ⇨ 教材ビデオ「お悩み解決！ナースコール24時」
- 00:00 - 女子寮 ⇨ 新人ナース歓迎会
- 01:00 - 怖がってはいけない病院 ⇨ 就寝
- 08:00 - 山崎が合流 ⇨ ナース研修課程修了式 ⇨ 勤務終了

## 出演者

### 本編
レギュラーメンバー
- ダウンタウン（松本人志・浜田雅功）
- 山崎邦正
- ココリコ（遠藤章造・田中直樹）

引率
- 藤原寛　- ナース長

病院建物外
- 梅宮クラウディア - 救急患者
- 梅宮辰夫 - クラウディアの付き添い
- 楳図かずお - レスキュー隊員
- 温水洋一 - 水道局員
- 小島よしお - 隔離病棟患者
- 中村よしお （中村喜伸） - 隔離病棟患者

病院建物内
- 江守徹 - 看板名医・内科教授
- 松本隆博(松本の兄) - 研修医
- 千葉真一 - 病院院長
- 笑福亭笑瓶 - 写真、ナース
- 雨上がり決死隊（蛍原徹・宮迫博之） - 医師
- 西田幸治 （笑い飯） - 若手ナース
- 岩尾望 （フットボールアワー） - 若手ナース
- 入江慎也 （カラテカ） - 若手ナース
- 千秋 - 内科ナース、写真
- 花香よしあき[2] - 亀田興毅の物真似
- 大浜真介 （レアレア） - 亀田史郎の物真似
- 菅賢治 - ガースー附属黒光り記念病院理事長、A.猪木、金八先生
- 板尾創路（130R） - ブラック・ジャック
- 山田レイナ - ピノコ
- 礼二 （中川家）- 胃カメラ医師、胃袋ミュージカル監督
- 剛 （中川家） - 胃カメラ助手、さくらの付き添い
- 中村喜伸 - 善玉菌、麻酔患者
- 上原さくら - 礼二の彼女
- 岸部四郎[3] - 妊婦
- 西川史子 - 麻酔医師
- 斎藤洋介 - 麻酔患者
- 日村勇紀 （バナナマン） - 麻酔患者
- 六平直政 - 整形した女子高生
- ジミー大西 - VTR（獣医、ナース）
- 友近 - ピザ屋「西尾一男」
- 水木一郎 - 執刀医
- ヘイポー （斉藤敏豪） - 内科医師
- MEGUMI - 患者
- 村上ショージ - バレリーナ
- 板東英二 - 患者

病院関係者の報告会 （朝礼）
- 蝶野正洋 - 武闘派医師
- 江頭2:50 - ラジオ体操指導
- マイケル富岡 - プレイボーイ医師

入院病棟
- アントニオ小猪木 - 患者 （アントニオ猪木）
- アントキの猪木 - 患者 （アントニオ猪木）
- 三又又三 - 患者 （金八先生）
- ホリ - 患者 （金八先生）
- ハリセンボン（近藤春菜・箕輪はるか） - 院長令嬢
- 東幹久 - 患者

メンタルケアイベント
- 志生野温夫 - メンタルケア第一人者
- イジリー岡田 - ナース
- ブラックマヨネーズ - ナース
- ライセンス（藤原一裕・井本貴史） - ナース
- 千原せいじ （千原兄弟） - ナース
- 千原ジュニア （千原兄弟） - 整形外科医
- 森三中（黒沢かずこ・村上知子・大島美幸） - ナース
- TIM（ゴルゴ松本・レッド吉田） - ナース
- ふかわりょう - ナース
- FUJIWARA（藤本敏史・原西孝幸） - ナース
- 諸星和己 - ナース
- 笑い飯（西田幸治・哲夫） - ナース
- フットボールアワー（後藤輝基・岩尾望） - ナース
- 松崎しげる - ナース[4]
- サンプラザ中野くん - ナース[5]

診察患者
- 桂三度[6] （当時・ジャリズム) - 患者
- HEY!たくちゃん - 患者

怖がってはいけない病院
- 小島よしお - 扉を閉めて閉じ込めようとした
- ゆうたろう
- Dr.レオン - 謎の医師
- ヘイポー - ヘイポーフランケン
- アリーナ・カバエワ

## 主な出来事
オープニング
- メンバー5人はバスを降り、スタート地点のガースー附属黒光り記念病院前に到着。そこへ自転車に乗って現れたのがナース長（藤原）、5人はナース服に着替え（浜田のみミニスカート・ガーター着用・靴下無し）病院入口門からスタート。
- 救急患者が搬送。梅宮辰夫と搬送医師が「クラウディアーッ」または「ガウディアーッ」と叫ぶ。この姿を見た全員が笑ってしまい最初の罰を受けた。

病院建物内
- 落とし穴が各所に仕掛けられている。第1号は遠藤（銅像横）、第2号はマイケル富岡（降車場所）、第3号は楳図かずお（レスキュー隊の訓練場）。
- 内科教授の総回診に2回遭遇する。江守が教授として刺客となっており、その集団の中に1回目は松本の兄・隆博、2回目は千秋が刺客として同行して、遠藤に「おにぃ、頑張ってね」と話しかけた。
- 江守が中庭に向かってオペラを熱唱し、ナースステーションまで響き渡る。

引き出し
- 松本には兄・隆博のエッセイ本、山崎にはボールペン２つ、遠藤には千秋の写真（病院キャンペーンカード）、田中には笑福亭笑瓶の子供時代（3歳・15歳・16歳）の写真3枚が入れられていた。
- 浜田には「絶対に押すな！」と書かれたボタンが入っており、押すと「山崎OUT」「浜田OUT」が執行された。

メンタルケアイベント
- 移動中、玄関前で水道工事が行われており作業中の温水が水道管が破裂させ、びしょ濡れになったまま逃走する。
- 千秋はメンタルケアイベントで、サンプラザ中野くんと松崎しげると組んで歌っている（DVDではカット）。遠藤と千秋は2007年の年末に離婚したため、罰ゲーム収録時（11月頃）は妻で、オンエア（大晦日）時は元妻になっていたという特殊な状況となった。

その他
- 山崎は胃腸炎を患いながらの収録であったため途中で2回ほど抜け、ナレーションでは「ヘタレからくる病」と紹介されていた。そのため、罰の回数が他のメンバーより圧倒的に少なかった（4位の遠藤(155回)より60回少ない）。
- 診察の見学時間で世界のナベアツ、HEY!たくちゃん、日本語ペラペラのアフリカ人男性と必要無いはずの日本人通訳の女性が来る。アメリカからビックリ人間が刺客として登場し、メンバー全員を驚かせた。
- 患者のMEGUMIが用意したボタンは、4ついずれも「松本タイキック」でタイ出身のキックボクサーが登場した。
- 新人ナース歓迎会では、ダウンタウン、ココリコ、ブラックマヨネーズが激突。
- 本作から蝶野が山崎に理不尽な理由でビンタをするという形で出演した。本作以降、毎年恒例のビンタの人物として出演が続いており、モリマンに続いて山崎にとってのトラウマとなっている。
- ブラック・ジャックに扮した板尾が度々登場し、去り際に「板尾創路の、ブラック・ジャック」の音声が流れ、全員OUTになっていた。その内1回は4人OUT
- メンタルケアイベント最後の「We Are The アキタカ」は権利の関係上、DVDではカットされているが、初回購入特典には歌詞カードが付いている。

怖がってはいけない病院
- 怖がってはいけない病院では、田中が新人ナース研修室の扉で手に電流を帯びた瞬間に2008年の年が明けた。

エンディング
- エンディングテーマは「アメイジング・グレイス」
- 最後に表記された「ケツをシバかれた回数」では松本が今回、5人の中でもダントツで罰を受けた回数258回を記録した。放送時点ではこの記録が過去最高記録であったが、2015年放送の『絶対に笑ってはいけない名探偵24時』で最高記録331回（同じく松本）を出し、これまでの記録を大幅に更新した。なお、松本はこのシリーズの企画者であり、罰を受けた回数は常にトップという結果となっている[7]。

### その他
- オンエアはされなかったがサニー千葉（千葉真一）が犬を出しワインを飲ませるという仕掛けがあった。[8]

## 備考
2008年に日本テレビが開局55周年を迎えるに当たり、開局55周年記念ロゴを制作した。2008年最初に放送された番組が当番組であったため、当番組のエンディングロールがテレビ番組としては記念ロゴの最初のお披露目の場となった。

## 主要スタッフ
- 企画構成：松本人志、浜田雅功
- ナレーター：佐藤賢治
- 構成：高須光聖、塩野智章/鈴木雅貴、西田哲也、久保貴義、八代丈寛
- 技術：NiTRo
  - TD/SW：林洋介
  - CAM：海野亮
  - MIX：木村宏志
  - AUD：南雲長忠
- 照明：山内圭（KYORITZ）
- モニター：吉邑光司（ジャパンテレビ）
- 美術：林健一・渡辺俊太（日テレアート）
- 大道具：入江豊
- 小道具：福田敦司
- 持ち道具：三野尚子
- 衣装：有馬裕太
- 電飾：原口まどか
- スチール：岡田稔
- 番組HP：4Cast.co.jp
- TK：前田淳子
- 編集：下澤健一郎・荘野佑介（CC Factory）
- MA：日吉寛（CC Factory）
- 音効：梅田堅（佳夢音）
- スタイリスト：高堂のりこ、北田あつ子
- メイク：興山洋子
- デスク：内野幸
- AD：但木洋光、鶴田哲朗
- AP：松本あゆみ、問山幸子
- ディレクター：高橋敬治、堤本幸男、小紫弘三、田中竜登、高浦千明、大沼朗裕
- プロデューサー：中村喜伸、小林宏充
- 監修：柳岡秀一
- 総合演出：斉藤敏豪
- プロデューサー・演出：大友有一
- チーフプロデューサー：竹内尊実
- 総指揮：菅賢治
- 協力：吉本興業
- 制作協力：Fact
- 製作著作：日本テレビ